# Zina Mahjoub
Zina Mahjoub 'الثعبان' (nghĩa đen dịch sang The Snake) (ngày 5 tháng 10 năm 1933 - ngày 28 tháng 5 năm 1957) là một nhà thơ và nhạc sĩ người Sudan trong những năm đầu thế kỷ 20. Bà cũng trở thành tình nhân và là nàng thơ lâu đời của nhà thơ nổi tiếng Rashad Hashim, truyền cảm hứng cho bài thơ nổi tiếng của ông The One Who Makes The Sun Shine.
Mahjoub qua đời vào ngày 28 tháng 5 năm 1957 khi sinh đứa con thứ ba.